# World Championship Sports: Summer
World Championship Sports: Summer, connu comme Big League Sports: Summer aux États-Unis, est un jeu vidéo de sport développé par Koolhaus Games et édité par Activision, sorti en 2009 sur Wii. C'est une suite de World Championship Sports. Le jeu est très inspiré de Wii Sports.